# David R. Liu
David Ruchien Liu (nascido em 1973) é um biólogo molecular e químico norte-americano. Ele é o professor Richard Merkin, diretor do Merkin Institute of Transformative Technologies in Healthcare e vice-presidente do corpo docente do Broad Institute de Harvard e do MIT; Professor Thomas Dudley Cabot de Ciências Naturais e Professor de Química e Biologia Química na Universidade de Harvard; e Investigador do Howard Hughes Medical Institute. 
Ele recebeu diversos prêmios, incluindo o Prêmio Breakthrough em Ciências da Vida de 2025, pelo desenvolvimento do método de edição de base.

## Pesquisa
O grupo de pesquisa de Liu foi pioneiro na edição de base, um novo método de edição de genoma que permite a conversão direta e precisa de uma única base em outra base no genoma de células vivas, sem fazer quebras de fita dupla (DSBs) no DNA que levam a misturas complexas de inserções, deleções e rearranjos de DNA. O grupo de pesquisa de Liu também foi pioneiro na edição primária, um método versátil de edição de genoma que pode instalar todas as conversões, inserções, exclusões e combinações possíveis de base a base em células de mamíferos sem exigir quebras de DNA de fita dupla ou modelos de DNA de doadores. O DTS gerou alguns dos primeiros exemplos de bibliotecas codificadas por DNA (DELs), agora comumente usadas em esforços de descoberta de medicamentos na academia e em empresas farmacêuticas.